# Rio Manguaba
O Rio Manguaba é um curso de água que banha o estado de Alagoas. É o mais importante rio do Norte de Alagoas.

## Curso
O Rio Manguaba nasce no pé da Serra do Lino e conecta as cidades de Porto Calvo, Japaratinga e Porto de Pedras. Desde a sua nascente o rio percorre zonas rurais e urbanas, além de que sua bacia drena parte dos municípios de Novo Lino, Jundiá, Porto Calvo, Japaratinga e Porto de Pedras.

## Turismo
Arqueólogos do IPHAN e da Universidade de Pernambuco catalogaram no largo do rio 12 portos criados à época das invasões holandesas do século 17. Este patrimônio de guerra é um potencial de turismo para a região.